# Język aleucki
Język aleucki (Unangam Tunuu) – język z rodziny eskimo-aleuckiej, używany przez Aleutów (Unangax̂) mieszkających w Archipelagu Aleutów, na Wyspach Pribyłowa i Komandorskich.
Posługuje się nim nie więcej niż 150 osób, jest poważnie zagrożony wymarciem.
W języku aleuckim występuje wiele pożyczek rosyjskich, zaczerpniętych w wyniku kontaktu z ludnością rosyjską w XVIII i XIX w.

## Dialekty
Aleucki wchodzi wraz z językami eskimoskimi (inuickimi i jupik) w skład rodziny eskimo-aleuckiej. Podstawowy podział na dialekty to: grupa wschodnioaleucka (aleucka wschodnia), atkańska i †attuański.
Grupa wschodnioaleucka obejmuje dialekty Unalaski, Zatoki Belkofskiego, wysp Akutan, Pribyłowa, Kashegi i Nikolskiego. Dialekt Wysp Pribyłowa ma najwięcej użytkowników spośród wszystkich dialektów aleuckich.
Na grupę atkańską składają się dialekty Wyspy Atka i †Wyspy Beringa. W 2021 roku zmarła Wiera Tymoszenko, uważana za ostatnią osobą posługującą się dialektem Beringa. Nadal jednak żyje kilka osób posługujących się dialektem Atka.
Już wymarły attuański, używany na Wyspie Attu, był oddzielnym dialektem wykazującym wpływy atkańskie i wschodnioaleuckie. Wyspa Copper (Mednyj) została skolonizowana przez Attuańczyków, w wyniku czego powstał aleucki Wyspy Copper, który jest silnie skreolizowaną formą attuańskiego. Dzisiaj jednak używa się go wyłącznie na Wyspie Beringa, na którą mieszkańcy Wyspy Copper zostali ewakuowani w 1969 roku.
Wszystkie dialekty wykazują wpływ leksykalny rosyjskiego, a aleucki Wyspy Copper zapożyczył nawet wiele sufiksów fleksyjnych.

## Fonologia

### Spółgłoski
Fonemy spółgłoskowe różnych dialektów aleuckich są przedstawione poniżej.
W pierwszej linii podano zapis w ortografii aleuckiej, w drugiej – transkrypcję IPA. Kursywą zaznaczono fonemy zapożyczone z rosyjskiego bądź angielskiego, a wytłuszczeniem rodzime fonemy aleuckie. Niektóre fonemy występują jedynie w części dialektów.
|             | labialne | labialne | dentalne | dentalne | alweolarne | palatalne | palatalne | welarne | welarne | uwularne | uwularne | glottalne |
| ----------- | -------- | -------- | -------- | -------- | ---------- | --------- | --------- | ------- | ------- | -------- | -------- | --------- |
| wybuchowe   | p /p/    | b /b/    | t /t/    | d /d/    | tʳ* /t̺͡s̺/   | ch /tʃ/   |           | k /k/   | g /g/   | q /q/    |          |           |
| szczelinowe | f /f/    | v* /v/   | hd† /θ/  | d /ð/    |            | s /s/     | z‡ /z/    | x /x/   | g /ɣ/   | x̂ /χ/    | ĝ /ʁ/    |           |
| nosowe      | hm /m̥/   | m /m/    | hn /n̥/   | n /n/    |            |           |           | hng /ŋ̥/ | ng /ŋ/  |          |          |           |
| boczne      |          |          | hl /ɬ/   | l /l/    |            |           |           |         |         |          |          |           |
| sonoranty   | hw /ʍ/   | w /w/    |          |          | r /ɹ/,/ɾ/  | hy /ç/    | y /j/     |         |         |          |          | h /h/     |

* Rodzime tylko w attuańskiem (/v/ obecne także w zapożyczeniach)
† Tylko we wschodnioaleuckich.
‡ Tylko w atkańskim i zapożyczeniach.
Taff et al. (2001: 234) we współczesnych wschodnioaleuckich praktycznie nie ma opozycji dźwięczne: bezdźwięczne przy nosowych, sybilantach i sonorantach.

### Samogłoski
W języku aleuckim istnieje sześć fonemów rodzimych: krótkie a (/a/), i (/i/) i u (/u/) oraz ich długie odpowiedniki aa (/aː/), ii (/iː/) i uu (/uː/).
Przed i po spółgłoskach uwularnych a się skraca, i redukuje do /e/, a u do /o/. Przed i po spółgłoskach koronalnych a redukuje się do /e/ lub /ε/, a u przechodzi w /y/ i /ʉ/ (Bergsland 1994: xix; Bergsland 1997: 21-22; p. też Taff et al. 2001: 247-49).

## Gramatyka

### Zarys
Większość słów w aleuckim daje się sklasyfikować jako rzeczowniki lub czasowniki. To, co w językach indoeuropejskich zazwyczaj wyraża się przymiotnikami lub przysłówkami, w aleuckim wyraża się zazwyczaj czasownikami lub afiksami słowotwórczymi.
Wszystkie rzeczowniki muszą zawierać sufiksy wyrażające liczbę (pojedyncza, podwójna, mnoga) i przypadek (Absolutiv: Relativ. Część badaczy, a przede wszystkim Anna Berge, nie zgadza się z opisem tej formy jako „przypadka”, ani nazwami „Absolutiv” i „Relativ”. To podejście do rzeczownika aleuckiego zostało zapożyczone z językoznawstwa eskimoskiego i terminy te istotnie mogą być mylące w odniesieniu do aleuckiego. Absolutiv jest formą podstawową rzeczownika, Relativ zaś opisuje stosunek rzeczownika do pozostałych części zdania, w szczególności także części, które nie zostały explicite wypowiedziane).
W konstrukcjach posesywnych (dzierżawczych) aleucki zaznacza tak posiadacza, jak przedmiot posiadany (possessum):
- tayaĝu-x̂
człowiek-Abs.
'człowiek’
- ada-x̂
ojciec-Abs.
'ojciec’
- tayaĝu-m ada-a
człowiek-Rel. ojciec-Poss.
'ojciec [tego] człowieka’

Posiadacz poprzedza possessum.
Tzw. „rzeczowniki pozycyjne” (positional nouns) są szczególną, zamkniętą grupą rzeczowników, które mogą przyjmować sufiksy lokatiwu i ablatiwu. Morfosyntaktycznie rzeczowniki pozycyjne są prawie identyczne do wyrażeń posesywnych:
- tayaĝu-m had-an
człowiek-Rel. kierunek-Loc.
'do (w kierunku) [tego] człowieka’

Czasowniki odmieniają się przez tryby (wszystkie) oraz osoby i liczby. Sufiksy osoby i liczby zgadzają się z podmiotem, o ile wszystkie nominalne fragmenty zdania są explicite wypowiedziane; ogólnie rzecz biorąc, jeśli dopełnienia lub przydawki (dopełnienie czasownika, konstrukcje z rzeczownikami pozycyjnymi, czy posiadacz konstrukcji posesywnej itd.) są opuszczone, to ich brak jest oznaczany przez sufiks anaforyczny przy czasowniku; w takiej sytuacji podmiot stoi zwykle w Relatiwie. Por.:
- Piitra-x̂ tayaĝu-x̂ kidu-ku-x̂.
Piotr-Sg. Abs. człowiek-Sg. Abs. pomagać-Terazn.-3Sg.
'Piotr pomaga [temu] człowiekowi.’
- Piitra-m kidu-ku-u.
Piotr-Sg. Rel. pomagać-Terazn.-3Sg. ana.
'Piotr mu pomaga.’
(Bergsland 1997: 126-127)

Kiedy opuszczona zostaje więcej niż jedna informacja, orzeczenie zgadza się z elementem, którego liczba gramantyczna jest największa. Może to prowadzić do niejednoznaczności:
- kidu-ku-ngis
pomagać-Terazn.-Pl. ana.
'On(a) mu pomogł(a).' / ‘Oni pomogli mu/jej/im.’
(Sadock 2000)

I rzeczowniki, i czasowniki podlegają bardzo często derywacji. Słowa po aleucku zaczynają się od morfemu leksykalnego nazywanego rdzeniem lub tematem (bazą, podstawą; ang. base), po którym może następować dowolna liczba sufiksów derywacyjnych (ang. postbase). Sufiksy fleksyjne są obowiązkowe; w ogóle nie istnieje morfem zerowy.
Zasadniczym szykiem w aleuckim jest SVO (podmiot – orzeczenie – dopełnienie).

### Porównanie do gramatyki eskimoskiej
Choć aleucki wywodzi się z tego samego języka, co języki eskimoskie, to te dwie grupy wyewoluowały w całkiem odmienne strony i różnią się dziś istotnymi cechami typologicznymi. Aleucka fleksja została znacznie uproszczona w stosunku do pierwotnego systemu, który musiał charakteryzować praeskimo-aleucki: o ile w językach eskimoskich dopełnienia są wyrażane morfologicznie, o tyle aleucki opiera się raczej na sztywnym szyku.
W odróżnieniu od języków eskimoskich, aleucki nie jest językiem ergatywno-absolutywnym. Podmiot i dopełnienie nie mają w aleuckim odmiennych sufiksów w zależności od przechodniości; domyślnie oba zawierają sufiksy Absolutivu, a jeśli jakiś element zdania zostaje opuszczony, niezależnie od tego, czy odnosił się on do czasownika, czy rzeczownika, orzeczenie przyjmuje sufiks anaforyczny, a podmiot – Relativu.
Wspólną cechą typologiczną aleuckiego i języków eskimoskich jest polisyntetyczna morfologia derywacyjna, której „efektem ubocznym” są nieraz bardzo długie słowa:
- Ting adalu-usa-naaĝ-iiĝuta-masu-x̂ta-ku-x̂.
mnie okłamywać-kogo-próbować-ponownie-może-Perfekt.-Terazn.-3Sg.
'Może znowu chciał mnie oszukać.’
(Bergsland 1997: 123)

## Historia badań
Pierwszy kontakt z aleuckim nastąpił w roku 1741, kiedy ekspedycja Vitusa Beringa zebrała aleuckie nazwy miejscowe i imiona spotkanych Aleutów. Pierwszy „słownik”, a właściwie dość prosta lista słów dialektu Unalaski, została zestawiona w 1778 roku przez kapitana Jamesa Kinga podczas wyprawy Cooka. Wtedy też, po otrzymaniu wiadomości o rosyjskich wyprawach handlowych, aleuckim zainteresowała się Imperialna Akademia Nauk w Petersburgu.
Katarzyna II Wielka, która planowała stworzenie wielkiego słownika porównawczego wszystkich języków ówczesnego Imperium rosyjskiego, zatrudniła Petera Simona Pallasa do zebrania materiałów m.in. aleuckich. Podczas ekspedycji z lat 1791–1792, Carl Heinrich Merck i Michael Rohbeck zebrali sporo słownictwa i przeprowadzili spis męskiej populacji Aleutów zawierający ich imiona sprzed chrystianizacji. Podróżnik Jurij Feodorovič Lisjanskij także zebrał trochę słownictwa; później zbiór ten poszerzył jeszcze w 1804 i 1805 roku pełnomocnik cara Nikolai Rezanov. Kilka lat później ukazała się podobna do projektu carycy Katarzyny praca Johanna Christopha Adelunga i Johanna Severina Vatera pt. Mithridates oder allgemeine Sprachkunde 1806-1817, która pośród wielu skatalogowanych języków zawierała też aleucki.
Pierwszym profesjonalnym językoznawcą, który zajął się aleuckim był Duńczyk Rasmus Rask. W 1819 r. zebrał on słowa i paradygmaty odmiany od dwóch mieszkających w Petersburgu użytkowników wschodnioaleuckiego. W roku 1824 Innocenty z Alaski, kanonizowany kapłan prawosławny, de facto utworzył literacki aleucki oparty na dialekcie Unalaski. Stworzył dla niego ortografię (opartą na cyrylicy; ortografia łacińska pojawiła się później), przetłumaczył na aleucki Ewangelię Mateusza i kilka innych tekstów religijnych, a w 1846 roku wydał gramatykę wschodnioaleucką. Teksty tłumaczył przy pomocy przyjaciół Ivana Pan’kova, wodza Tigaldy i Jakuba Niecwietowa, kapłana z Atki, którzy obaj byli rodzimymi użytkownikami aleuckiego. Ten ostatni napisał także słownik atkańskiego aleuckiego. Po ukazaniu się prac Innocentego zainteresowanie aleuckim wzrosło w kręgach kościelnych. Ojciec Innocent Šajašnikov przetłumaczył na dialekt wschodnich Wysp Lisich katechizm, wszystkie cztery Ewangelie i Dzieje Apostolskie Nowego Testamentu; napisał też w tym języku własną pracę pt. Krótkie zasady pobożnego żywota. Większość tych prac została wydana w 1902 roku, choć napisano je w latach 60. i 70. XIX wieku. Ojciec Lavrentii Salamatov napisał katechizm i przetłumaczył trzy Ewangelie (św.św. Marka, Łukasza i Jana) na dialekt zachodnioatkański. Spośród tych prac Ewangelia św. Marka została wydana w 1959 roku w nowej ortografii oraz w pierwotnej, dwujęzycznej (rosyjsko-aleuckiej) postaci w 2007 roku, wraz z katechizmem dla dzieci Wyspy Atka.
Do końca XIX w. jeszcze kilku badaczy zapisywało aleucki: w 1871 roku, czyli wkrótce po odkupieniu Alaski przez Stany Zjednoczone, Francuz Alphonse Pinart, potem Amerykanin Lucien M. Turner w 1878 roku, następnie Polak Benedykt Dybowski w 1881 roku (dialekt Wysp Komandorskich), wreszcie Rosjanin Nikolai Vasiljevič Sljunin w roku 1892 (również dialekt Wysp Komandorskich).
W latach 1909–1910 etnolog Waldemar Jochelson podróżował do Aleutów Unalaski, Atki, Attu i Nikolskiego i spędził w sumie 19 miesięcy na pracach terenowych. Zbierał on dane etnograficzne z pomocą dwóch rodzimych użytkowników, Alekseja Jačmeneva i Leontija Sivstova. Zapisał wiele opowiadań aleuckich, opowieści ludowych i mitów, liczne z nich także nagrał. Udało mu się odkryć wiele do tej pory nieznanych słów i zagadnień gramatycznych.
W latach 30. dwóch Aleutów stworzyło dzieła uznawane za przełom w historii literackiego aleuckiego. Afinogen K. Ermeloff literacko opisał historię katastrofy statku, a Ardelion G. Ermeloff przez dekadę spisywał po aleucku dziennik. W tym samym czasie językoznawca Melville Jacobs zebrał kilka tekstów od Sergeja Golleya, rodzimego Atkańczyka.
Dalsze badania dialektu Wyspy Pribyłowa prowadził John P. Harrington w roku 1941. W 1944 roku Departament Zasobów Wewnętrznych USA w ramach działań wojennych opublikował opartą na pracach Vieniaminova broszurę pt. The Aleut Language, której zadaniem było umożliwić amerykańskim żołnierzom porozumienie z Aleutami.
W roku 1950 Knut Bergsland rozpoczął intensywne studia nad aleuckim. Ich efektem było opublikowanie w 1994 roku pełnego słownika aleuckiego, a w 1997 – gramatyki opisowej. Prace te nie byłyby możliwe bez współpracy ze strony Aleutów, a w szczególności atkańskiego językoznawcy Mosesa Dirksa.
Artykuły na temat aleuckiego publikowali m.in. Michael Krauss, Jeff Leer, Michael Fortescue i Jerrold Sadock.
Alice Taff prowadziła badania nad aleuckim od lat 70. XX wieku, zajmując się głównie szczegółowymi opisami aleuckiej fonetyki i fonologii.
Także Anna Berge prowadzi badania nad aleuckim. Jej podstawowym polem badań jest struktura dyskursu w aleuckim oraz morfosyntaksa, a także materiały do nauki, jak gramatyka konwersacyjna dialektu atkańskiego, napisana wraz z Mosesem Dirksem.
W 2005 roku Parafia Wszystkich Świętych Północnoamerykańskiego Kościoła Prawosławnego rozpoczęła ponowną publikację aleuckich tekstów historycznych z lat 1840–1903.